# Eclipsi solar del 29 de març de 2006
El 29 de març de 2006 es va produir un eclipsi solar total. La banda de totalitat comença al nord-est del Brasil, després travessà l'oceà Atlàntic per a travessar l'Àfrica sobre Ghana, Togo, Benín, Nigèria, Níger, el Txad, Líbia i l'Egipte.
Després de travessar la mar Mediterrània, travessà Turquia, Geòrgia i el sud-oest de Rússia.
Passa pel nord de la mar Càspia, Kazajistan, i acabà en la frontera nord-est de Mongòlia.

## L'eclipsi a Espanya
Des de la península Ibèrica s'observà com parcial. En la majoria de la Península l'eclipsi tingué una magnitud entre 0,3 i 0,4 aconseguint-se una magnitud major a 0,4 en tota la costa mediterrània i les Illes Baleares, on quasi estigué mig disc solar tapat.
La menor visibilitat fou en Galícia i la costa oest cantàbrica, on no aconseguí la magnitud 0,3, encara que en tot Espanya la magnitud fou major de 0,2. Les línies de la mateixa magnitud travessaren la península del SO al NE.
Es pot utilitzar l'applet de Java  per a saber les circumstàncies en una localitat en particular. L'ombra de l'eclipsi es mou a 2000 km/h, just a la velocitat que gira la Lluna al voltant de la Terra.

## Dades horàries
| Fenomen                    | Hora (UTC) | Coordenades                                          |
| -------------------------- | ---------- | ---------------------------------------------------- |
| Inici de l'eclipsi         | 07:36:50   | 14° 27′ 42″ S, 22° 6′ 24″ O / 14.46167°S,22.10667°O  |
| Inici de l'eclipsi total   | 08:34:20   | 06° 31′ 42″ S, 36° 59′ 06″ O / 6.52833°S,36.98500°O  |
| Inici de l'eclipsi central | 8:35:25    | 06° 18′ 18″ S, 37° 15′ 48″ O / 6.30500°S,37.26333°O  |
| Màxim de l'eclipsi         | 10:11:20   | 23° 08′ 54″ N, 16° 45′ 36″ E / 23.14833°N,16.76000°E |
| Fi de l'eclipsi central    | 11:46:55   | 51° 33′ 42″ N, 98° 48′ 12″ E / 51.56167°N,98.80333°E |
| Fi de l'eclipsi total      | 11:47:55   | 51° 20′ 36″ N, 98° 30′ 30″ E / 51.34333°N,98.50833°E |
| Fi de l'eclipsi            | 12:45:35   | 43° 26′ 18″ N, 83° 03′ 00″ E / 43.43833°N,83.05000°E |